# Estação Universidade de Helsínquia
Universidade de Helsínquia ou Helsingin yliopisto (em sueco:  Helsingfors universitet, em inglês:  University of Helsinki) é uma estação das 30 estações da linha única do Metro de Helsínquia. O seu nome foi Kaisaniemi (em sueco:  Kajsaniemi) até Janeiro de 2015.